# Колесо огляду (1893)
Оригінальне колесо огляду, яке іноді також називають Чиказьким колесом, було спроектовано та побудовано Джорджом Вашингтоном Гейлом Феррісом-молодшим , як центральний елемент Мідвею на Всесвітній  виставці 1893 року в Чикаго, штат Іллінойс. З моменту створення на його моделі було побудовано багато інших коліс огляду.
Колесо огляду, задумане як головний атракціон, подібний до 324-метрової (1063 футів) Ейфелевої вежі на Паризької виставці 1889 року, було найвищим атракціоном Колумбійської виставки з висотою 80,4 метра (264 фути).
Колесо огляду було демонтовано, а потім відновлено в Лінкольн-парку, Чикаго, у 1895 році, а також демонтовано та перебудовано втретє й востаннє для Всесвітньої виставки 1904 року в Сент-Луїсі, штат Міссурі, де воно було остаточно зруйновано в 1906 році. У 2007 році поряд із місцем руйнування було знайдено 45-футову 70-тонну вісь.

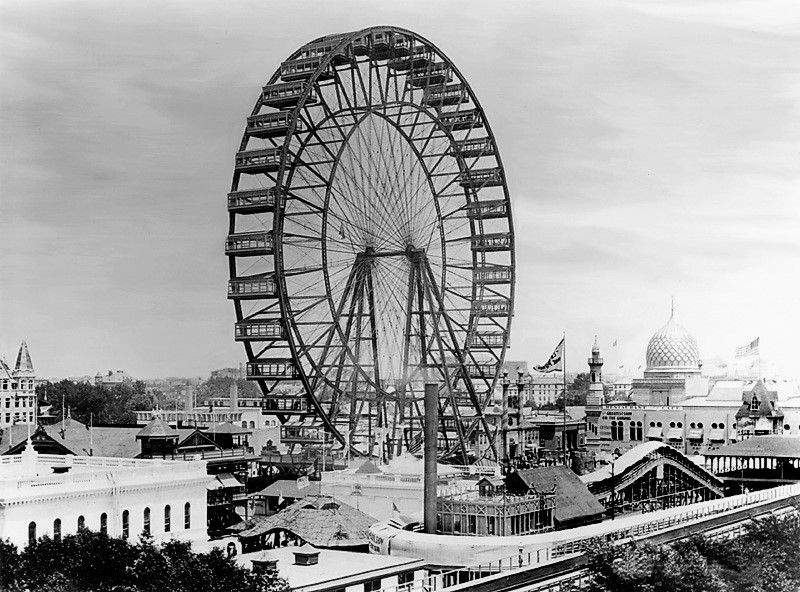
Оригінальне Чиказьке колесо огляду 1893 року

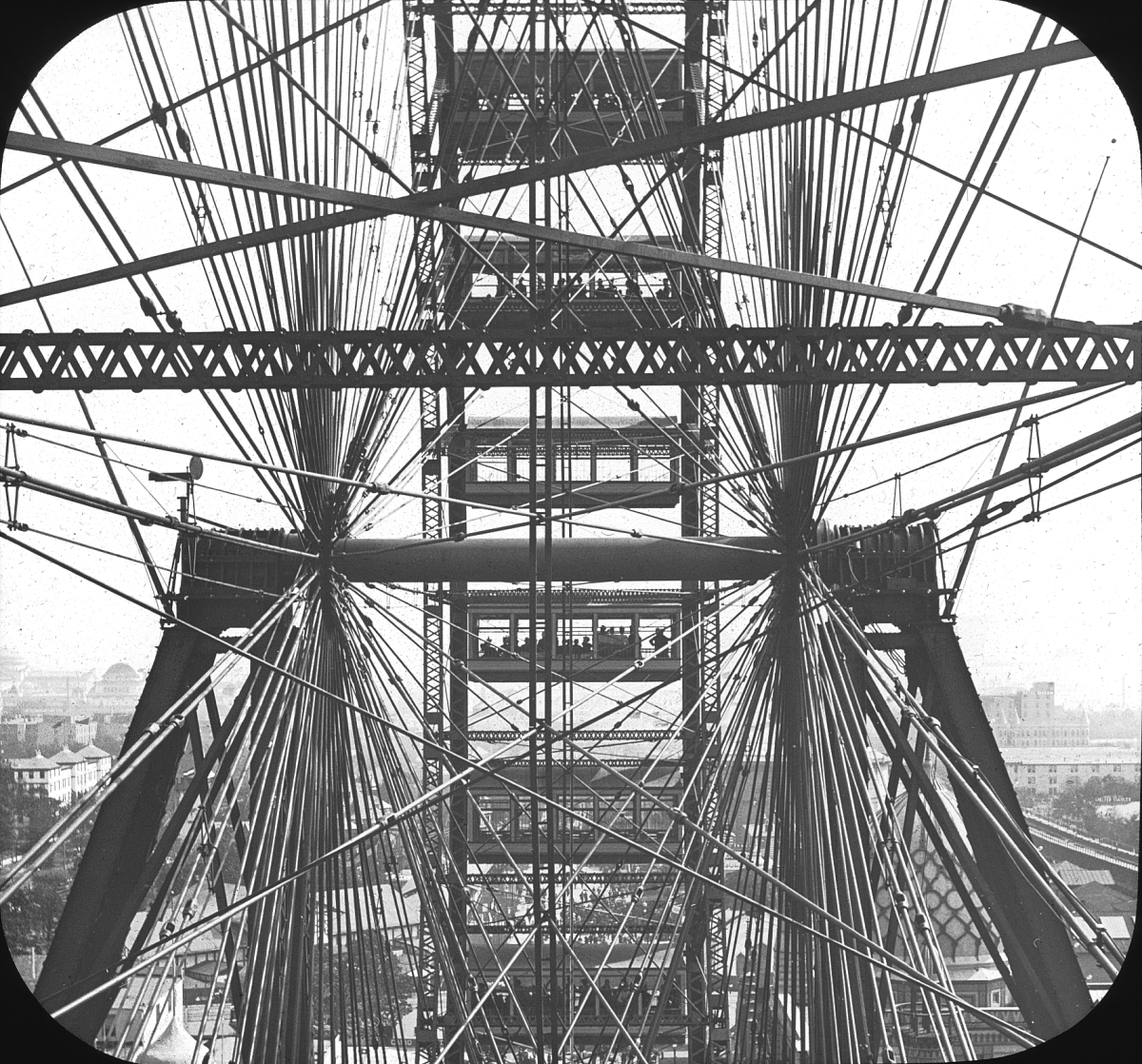
Вид з оглядового колеса

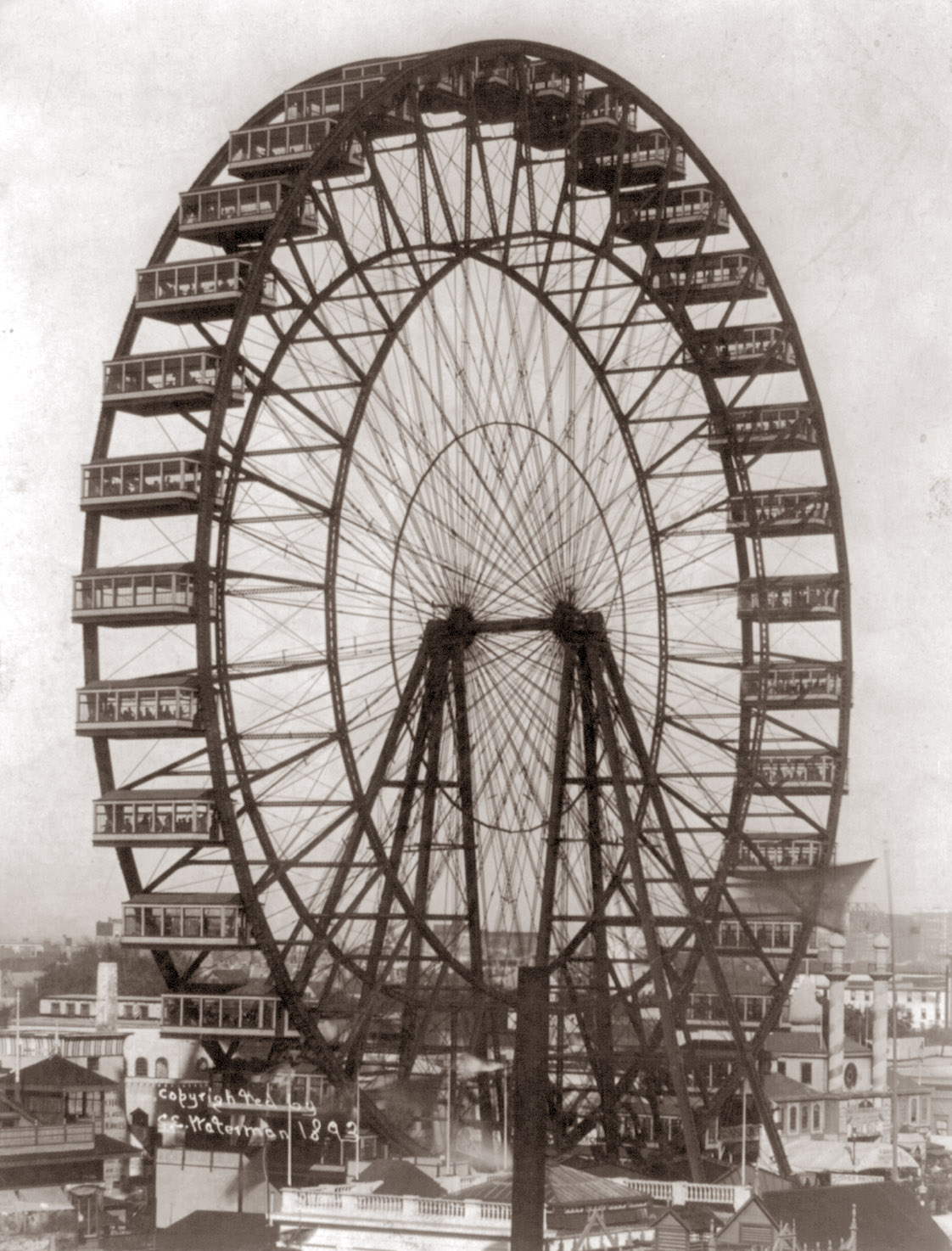

## Проектування та будівництво
Колесо огляду спроектував і сконструював Джордж Вашингтон Гейл Ферріс , випускник Політехнічного інституту Ренсселера. Він був будівельником мостів у Пітсбурзі, штат Пенсильванія. Він почав свою кар'єру в залізничній галузі, перш ніж зацікавитися  будівництвом мостів. Ферріс визнав зростаючу потребу в конструкційній сталі та заснував G.W.G. Ferris & Co. у Пітсбурзі, фірма, яка тестувала  та перевіряла метали для будівництва залізниць і мостів.
Динаміт використовувався взимку1892-1893 років, щоб пробити три фути мерзлої землі, щоб створити фундамент для будівництва Колеса у парку Джексона. Робітники використовували парові струмені для розчинення бруду та запобігання замерзанню залитого бетону. Купи деревини були вбиті в землю на 32 фути, а зверху встановлені залізні решітки, вкриті бетоном.
Колесо оберталося на71-тонній осі довжиною 45,5 футів (13,9метра) і було виготовлено з найбільших порожніх кованих виробів свого часу, виготовленої компанією Bethlehem Steel Companyв Пітсбурзі,вагою 89320 фунтів(40510кг).Чавунні павуки  діаметром фута(4,9м)та вагою 53031 фунта (24054кг).  Дерев'яна мініатюрна копія знаходиться в історичному центрі сенатора Джона Гайнца Пітсбурзі.
Було 36 пасажирських вагонів, в кожному було  40 крісел, що обертаються, і могли вмістити до 60 осіб, що давало загальну кількість 2160.
9 червня 1893 року колесо було готове до введення в експлуатацію з великим нетерпінням та значним хвилюванням. Двигун, який запускав колесо, живився від парового котла, підземна мережа якого пропускала пару через поршні двигуна потужністю 1000 кінських сил.. Син автора Натанієля, Джуліан Хоторн, вперше побачивши колесо, що височіло над усіма навколо, зазначив, що щось такого розміру «тримається вертикально...без видимих засобів підтримки – жодних, які здаються адекватними. Спиці схожі на павутиння .Вони стежать за тенденціями людей, які їздять на велосипедах новітньої марки».
Ферріс та його колега В. Ф. Гронау визнали інженерне диво, яке представляє колесо. Це було гігантське колесо, яке оберталося повільно та плавно без структурних ушкоджень, чого ніколи раніше не робили.
Для його першого запуску жодна машина ще не була приєднана. Але робітники піднялися на конструкцію та видерлися на спиці під оплески працівників ярмарки, які зібралися, щоб спостерігати за важливою подією. Коли колесо зробило свій перший оберт, Гронау визнав випробування успішним. «Я міг би закричати вголос від радості».
Сам Ферріс не зміг бути присутнім на запуску свого винаходу, і того ж вечора отримав телеграму: «Виконані останні з'єднання та остаточні регулювання, пар включився сьогодні о  шостій годині вечора. Виконано один повний оборот великих коліс. Все працює задовільно. Обертання зайняло 20 хвилин–вітаю з повним успіхом на шляху ентузіазму».

## Операція
Колесу огляду знадобилося 20 хвилин, щоб двічі  зробити оберт, перший поворот включав шість зупинок, щоб пасажири могли  увійти та вийти, а другий включав дев'яти хвилинний безперервний оберт, за який власники квитків заплатили 50 центів.
Колесо вперше відкрилося для публіки 21 червня 1893 як центральний елемент Всесвітньої виставки  -Плезанс, Чикаго, та продовжувало працювати до закриття виставки в жовтні 1893 року.

## Після Колумбійської виставки

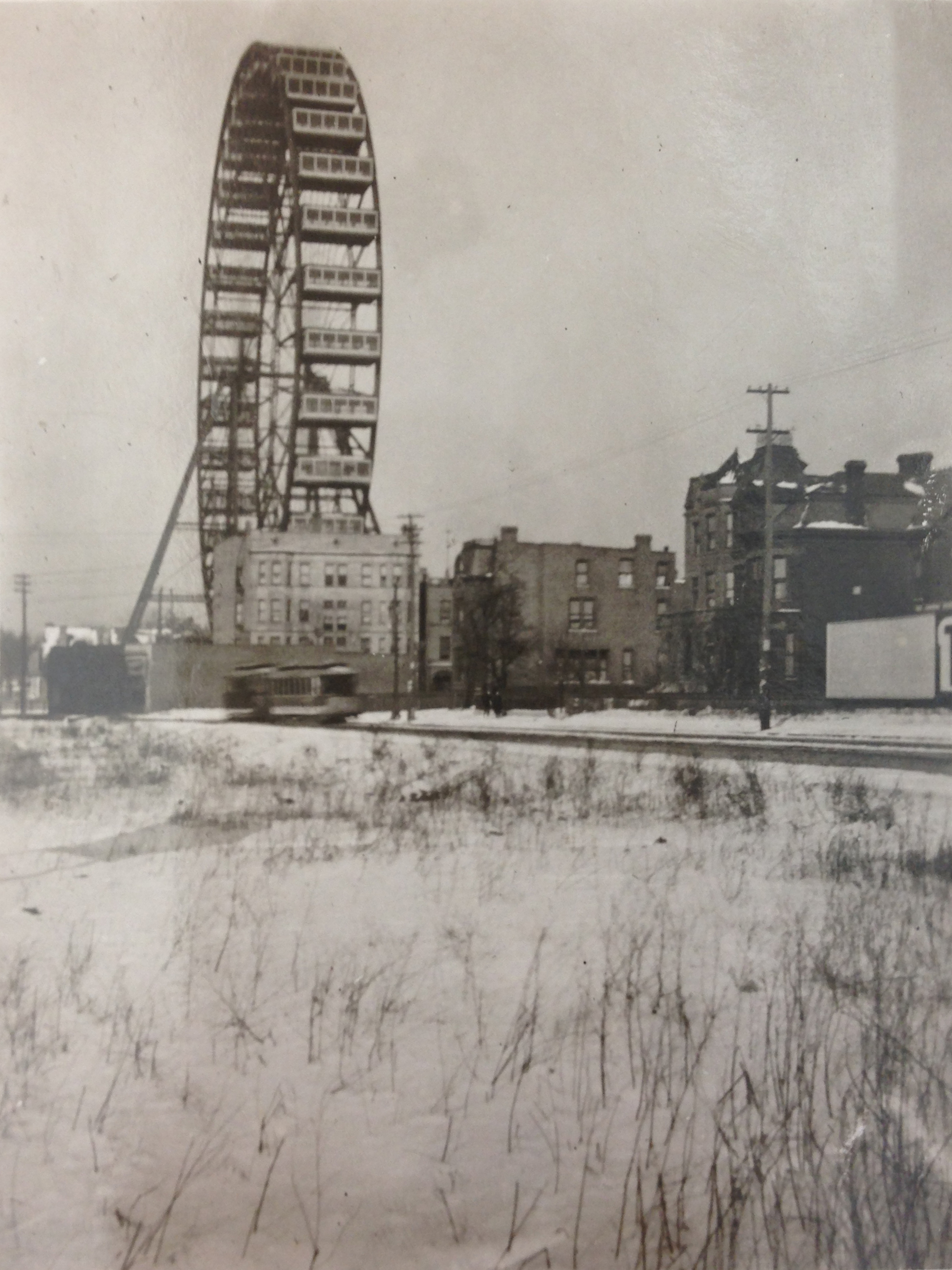
Колесо огляду в Лінкольн-парку, Чикаго, дивлячись на північ від Райтвуд-авеню

Саме колесо закрилося в квітні 1894 року, а потім було розібрано та зберігалося доти, доки наступного року воно не було відновлено у Лінкольн-парку, Чикаго. Парк розваг розташовувався за адресою 2619 - 2665 N. Clark. Початковий план полягав у тому, щоб включити пивний сад та водевільне шоу, але ліцензію на продаж спиртних напоїв отримано не було. На той час місцевий житель Вільям Д. Бойс подав до окружного суду позов на власника колеса з вимогою , щоб його прибрали, але безуспішно.
У 1896 році брати Люм'єр, винахідники кінематографу, зняли фільм (каталожний номер 338 )що показує оглядове колесо про перетин вулиць Лайтвуд і Кларк. Це один із перших фільмів про Чикаго.
Колесо працювало на вулиці Кларка з жовтня 1895 року до 1903 року, потім  коли було придбано на аукціоні компанією Чикаго з руйнування будинків(CHWC) за 8150,00 доларів США.

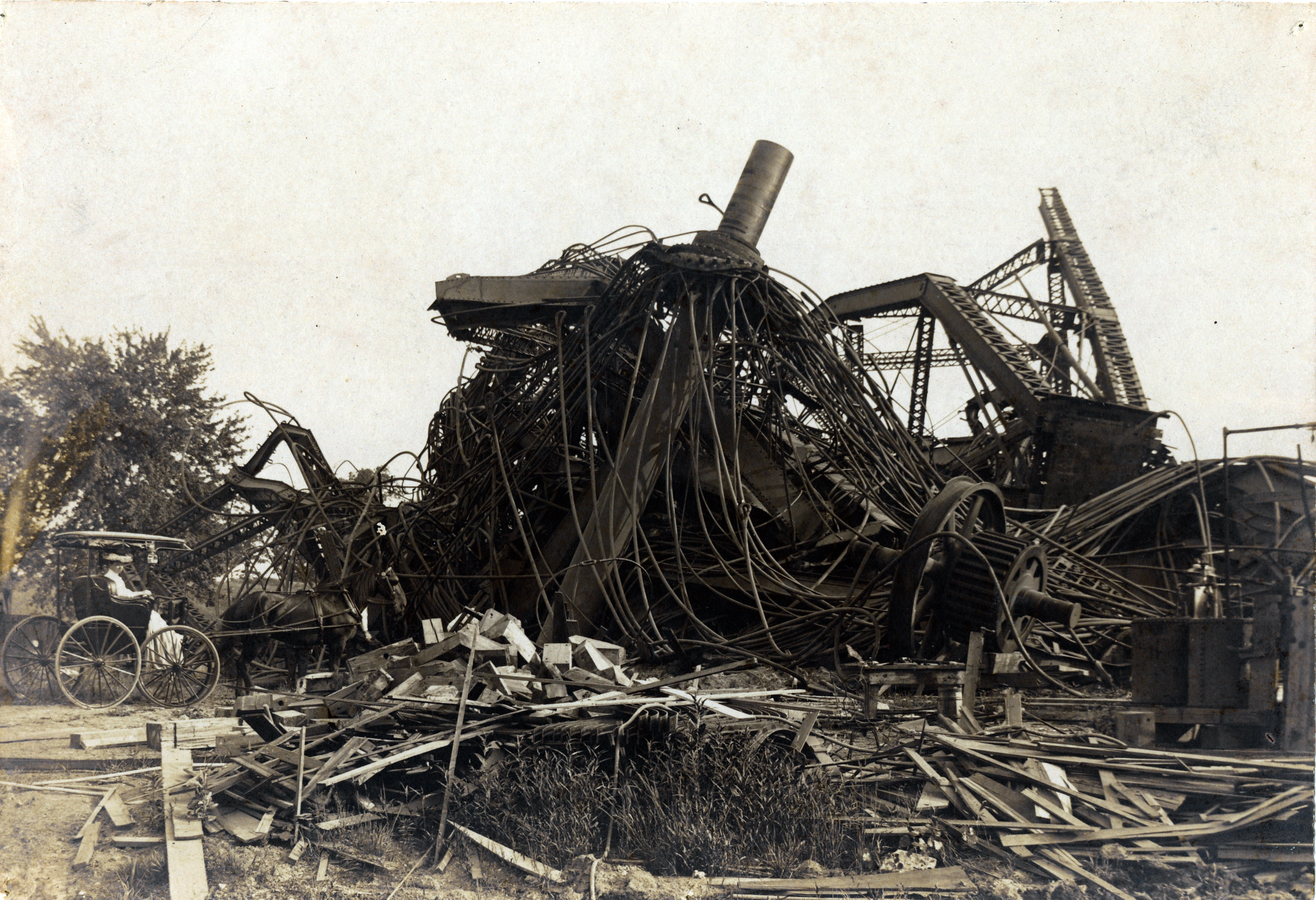
Залишки колеса огляду, яке використовувалося на Всесвітній виставці 1904 року після знесення

Потім його знову розібрали і доставили залізницею до Сент-Луїса на Всесвітню виставку 1904 року, де CHWC заробила близько 215 000 доларів.

## Знесення та утилізація
Після того, як Всесвітня виставка 1904 закрилася 1 грудня 1904, незважаючи на численні зусилля, не було знайдено жодного покупця, який би сплатив витрати на переміщення гігантського колеса. Остаточно його було зруйновано внаслідок контрольованого знесення динамітом 11 травня 1906 року (через 18 місяців після закриття ярмарки)та продано на металобрухт. Це було необхідно, тому що контракт із містом Сент-Луїс передбачав «відновлення лісопарків».
У 2007 році магнітна зйомка з використанням цезієвого магнітометра виявила довгий сталевий або залізний об'єкт(імовірно вісь),похований під головною вулицею приблизно за 200футів (61м) від місця, де було зруйновано колесо. Його ще не розкопали.
З 2000 року інші опубліковані документи та дослідження оригінальних документів (з Chicago House Wrecking Company, близбко.1904-1906) показують, що вісь було доставлено назад до Чикаго, де її зрештою розрізали на металобрухт, коли киснево-ацетиленові факели були достатньо вдосконалені, щоб розрізати вісь із загартованої сталі на металобрухт. Ці посилання включають книгу Нормана Андерсона « Колеса огляду: ілюстрована історія» , кілька неопублікованих листів і документів CHWC, статтю Лео Харріса (онука скарбника CHWC), який писав, що «... гігантська вісь колеса залишалася на верфі доти поки його не розрізали через вміст сталі на початку Першої світової війни»  і стаття, опублікована 1 лютого 1907 року в Реєстрі Клінтона (Іллінойс), вказуючи, що, «Останнє колесо огляду забрали. . . Виявилося потрібно було здути фланці з осі перед завантаженням  на (залізничний) вагон».

## Координати
- 1893–1894 – Мідвей-Плезанс , Чикаго : 41.786817°N 87.5989187°W
- 1895–1903 – Лінкольн Парк, Чикаго : 41.930403° пн. ш. 87.643492° .

## У популярній культурі
- Герой дитячої книжки Роберта Лоусона «Велике колесо» є частиною будівельної бригади оригінального чиказького оглядового колеса.
  - Герої фільму «Зустрінь мене в Сент-Луїсі» , відвідуючи Всесвітню виставку 1904 року, спостерігають за оглядовим колесом і передвіщають його остаточне знесення.

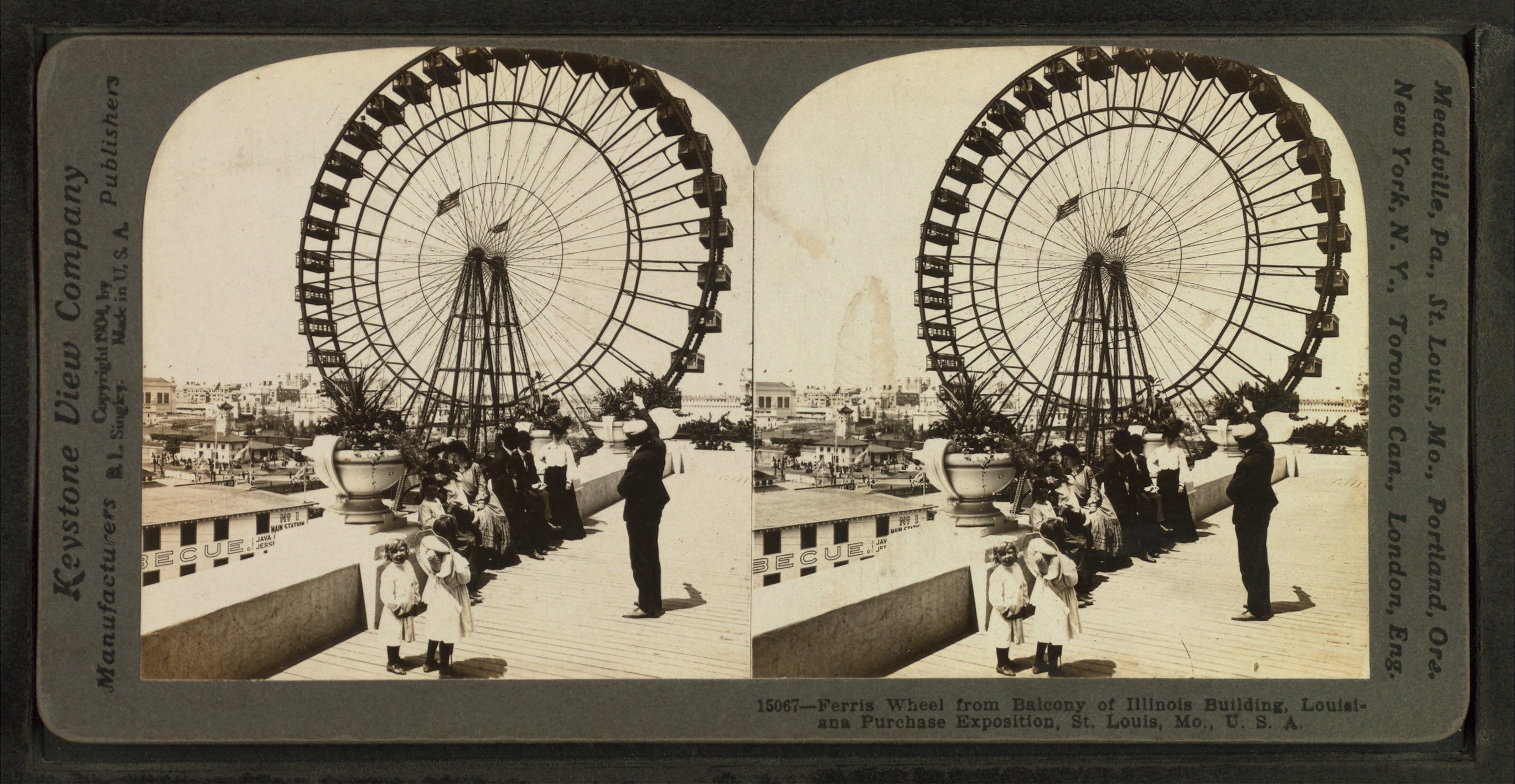
Стереоскопічна картка із зображенням колеса огляду на Всесвітній виставці 1904 року в Сент-Луї